# Nick Saban
Nicholas Lou Saban Jr., detto Nick (Fairmont, 31 ottobre 1951), è un allenatore di football americano statunitense.

## Carriera
Il primo ruolo di capo-allenatore, Saban lo ebbe nel college football coi Toledo Rockets. L'anno successivo divenne il coordinatore difensivo dei Cleveland Browns, rimanendovi fino al 1994 sotto la direzione di Bill Belichick. Nel 1995 divenne l'allenatore dei Michigan State Spartans, che non avevano una stagione con un record positivo dal 1990. Nel 1999 li portò a un record di 9-2, prima di abbandonare la squadra all'improvviso per passare ad allenare gli LSU Tigers. Il suo sostituto Bobby Williams portò la squadra alla vittoria del Cytrus Bowl e a un record finale di 10-2, la miglior stagione di Michigan State dal 1965.
Nella prima stagione coi Tigers nel 2000, Saban guidò l'istituto alla vittoria del Peach Bowl mentre nella successiva vinse lo Sugar Bowl. Dopo una stagione 2002 terminata con un record di 8-5 e la sconfitta contro i Texas Longhorns nel Cotton Bowl, nel 2003 Saban vinse portò LSU alla vittoria del campionato nazionale, battendo in finale gli Oklahoma Sooners.
Dopo la stagione 2004, Saban accettò il ruolo di capo-allenatore dei Miami Dolphins della NFL. Nella sua prima stagione terminò con un record di 9-7, mancando per un soffio i playoff. Nel 2006 i Dolphins lottarono con una partenza di 1-6 e l'infortunio del quarterback titolare Daunte Culpepper. La squadra fece meglio nella seconda parte della stagione e terminò con un record di 6-10.
Il 7 gennaio 2007, Saban annunciò al proprietario dei Dolphins Wayne Huizenga di avere accettato il ruolo di capo-allenatore degli Alabama Crimson Tide. Nel 2009 divenne il primo allenatore dell'era FBS a vincere il titolo con due diversi istituti, quando la sua squadra batté in finale Texas. Si ripeté nel 2011 e nel 2012, battendo in finale rispettivamente la sua ex squadra, gli LSU Tigers, e Notre Dame. Nel 2013, i Crimson Tide non riuscirono a tornare in finale a causa di una rocambolesca sconfitta nel SEC Champioship contro Auburn. Furono invitati allo Sugar Bowl dove persero contro Oklahoma, numero 11 del ranking NCAA. Tornarono in seguito a vincere il titolo nel 2015, nel 2017 e nel 2020

## Record come capo-allenatore
| MIA    | 2005   | 9  | 7  | 0 | .563 | 2º nella AFC East | - | - | - |
| MIA    | 2006   | 6  | 10 | 0 | .375 | 4º nella AFC East | - | - | - |
| Totale | Totale | 15 | 17 | 0 | .469 |                   | - | - |   |

## Palmarès
- Campione NCAA: 7

LSU Tigers: 2003
Alabama Crimson Tide: 2009, 2011, 2012, 2015, 2017, 2020